# Bellefontaine (Val-d’Oise)
Bellefontaine egy község Franciaországban. Lakosainak száma 471 fő (2022. január 1.).

## Földrajza
Bellefontaine Luzarches, Le Plessis-Luzarches, Châtenay-en-France, Fosses, Jagny-sous-Bois, Marly-la-Ville és Puiseux-en-France községekkel határos.

## Népessége
| Lakosok száma | 450  | 482  | 490  | 485  | 481  | 477  | 473  | 471  | 471  |
|               | 2013 | 2015 | 2016 | 2017 | 2018 | 2019 | 2020 | 2021 | 2022 |